# Герб Чечні
Герб Чеченської Республіки є державним символом Чеченської Республіки. Прийнятий Парламентом Республіки 22 червня 2004 року.

## Історія

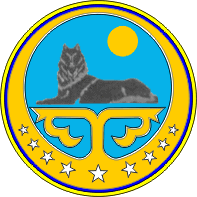
Кольоровий варіант герба Чеченської Республіки Ічкерія 1991 року.

Кольоровий варіант герба Чеченської Республіки Ічкерія 1991 року.

Кольоровий варіант герба Чеченської Республіки Ічкерія 1991 року.

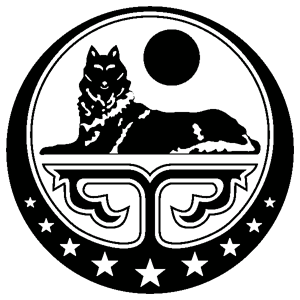
Чорно-білий варіант герба Чеченської Республіки Ічкерія 1991 року.

Чорно-білий варіант герба Чеченської Республіки Ічкерія 1991 року.

Герб Північно-Кавказького емірату 1919 року.

### Радянська окупація
15 січня 1934 року було створено Чечено-Інгуську автономну область. А 5 грудня 1936 року вона була перетворена в Чечено-Інгуську Автономну Соціалістичну Радянську Республіку. Герб нової республіки був визначений її Конституцією, яку прийняв III Надзвичайний З'їзд рад ЧІАСРР 22 червня 1937 року. Герб, закріплений конституцією ЧІАСРР був ідентичний гербу РРФСР, єдиною відмінністю були додаткові надписи на чеченській і інгуській мовах.
26 травня 1978 року була прийнята нова Конституція Чечено-Інгушетії VIII позачерговою сесією Верховної Ради республіки 6-го скликання. Опис герба в цій Конституції незначно відрізнявся від попереднього варіанту. 24 липня 1981 року було прийняте Положення про герб, що закріпило новий варіант.

### Період незалежності
8 червня 1991 року за рішенням чергового з'їзду чеченського народу була утворена окрема Чеченська Республіка Ічкерія. Її незалежність була офіційно проголошена 6 вересня 1991 року. Головним елементом нового герба став вовк (по-чеченськи «борз») — давній тотем чеченського народу. Герб було затверджено 28 жовтня.
На ньому зображено вовка, що лежить під місяцем, під ним — національний орнамент «тутта». Весь малюнок вписано в півмісяць, в нижній частині якого розташовано 9 п'ятипроменевих зірок. Вовк повинен означати гордість, відвагу і свободу чеченського народу, а півмісяць — вірність чеченців ісламу. Дев'ять зірок символізували дев'ять головних чеченських кланів (тейпів). Деталі зображення герба могли мінятися. Зокрема, центральна зірка могла зображатися як рівного розміру з решою зірок, так і більшого; вовк міг бути чорним, сірим, білим; місяць міг замінюватися на півмісяць, використовувався також і чорно-білий варіант герба (зокрема, на марках 1992 року).

### У складі Російської Федерації
У 2003 році після виборів президента Ахмата Кадирова почалася розробка нових державних символів Чечні. Новий герб Чеченської Республіки був прийнятий Парламентом Республіки 22 червня 2004 року і був затверджений Указом Президента Чеченської Республіки № 125 від 22 червня 2004 року. З політичних міркувань з нього були вилучені національні символи чеченського народу, що зображались на гербі незалежної Чечні.

## Опис
В основу композиції герба лягло образне стилізоване вирішення, відповідне до національного менталітету й місця чеченського народу в сучасному світі. Лінійно — графічна побудова композиції герба виконане на основі кола у двомірній площині. Кольорове вирішення засноване на чотирьох барвах: червоний, жовтий, синій і нейтральний білий. У внутрішній частині білого кола зображений Символ Єдності, Вічності у вигляді національного чеченського орнаменту, червоного кольору. Стилізовані гори, історична вежа вайнахів і нафтова вежа забарвлені в синій колір. Композиційне рішення квадрат у колі. Жовте колосся пшениці на синьому тлі симетрично обрамовують внутрішнє коло, символізуючи багатство чеченського народу. У верхній частині колосся вінчають півмісяць і зірка жовтого кольору на синьому тлі. На зовнішньому завершальному колі зображений червоний візерунок з орнаментів у чеченському національному стилі на жовтому тлі. Зовнішня облямівка герба — синього кольору.
Спочатку візерунок був синього кольору на білому тлі, але 13 березня 2006 року указом президента в опис герба були внесені зміни.